# Nglarohgunung
Nglarohgunung is een bestuurslaag in het regentschap Blora van de provincie Midden-Java, Indonesië. Nglarohgunung telt 820 inwoners (volkstelling 2010).